# Club Deportivo Titán
Le C.D. Titán est un club de football salvadorien, fondé en 1930, et basé à Texistepeque, dans le Département de Santa Ana. L'uruguayen Pablo Quiñónez est l'entraîneur depuis juillet 2024.
En 2010 et 2011, le club remporte le tournoi Apertura de deuxième division du championnat du Salvador.
Ce club n'a toutefois jamais évolué en première division.

## Palmarès
- Championnat du Salvador D2
  - Vainqueur : 2010 (Apertura), 2011 (Apertura)